# برایان وایتهاوس
برایان وایتهاوس (انگلیسی: Brian Whitehouse؛ ۸ سپتامبر ۱۹۳۵ – ۱۶ ژانویه ۲۰۱۷) یک ورزشکار اهل انگلستان بود.
از باشگاه‌هایی که در آن بازی کرده‌است می‌توان به باشگاه فوتبال چارلتون اتلتیک، باشگاه فوتبال رکسهام، باشگاه فوتبال وست برومویچ آلبیون، باشگاه فوتبال کریستال پالاس، باشگاه فوتبال نوریچ سیتی و باشگاه فوتبال لیتون اورینت اشاره کرد.